# 细叶旱芹
细叶旱芹（学名：Apium leptophyllum）为伞形科芹属的植物。分布在大洋洲、日本、印度尼西亚、台湾岛、美洲、马来西亚以及中国大陆的福建、广东、江苏等地，生长于海拔500米至1,200米的地区，常生长在杂草地及水沟边，目前已由人工引种栽培。